# Campeonato Russo de Futebol de 2010 – Segunda Divisão
O Campeonato Russo de Futebol - Segunda Divisão de 2010 foi o décimo nono torneio desta competição. Participaram vinte equipes. O nome do campeonato era "Primeira Divisão" (Perváia Divizion), dado que a primeira divisão era a "Liga Premier". O campeão e o vice são promovidos e seis são rebaixados para a terceira divisão.

## Participantes
| Equipe                       | Cidade            | Região                   | No ano anterior                                                    | Estádio                  | Capacidade | Títulos                     | Participações |
| ---------------------------- | ----------------- | ------------------------ | ------------------------------------------------------------------ | ------------------------ | ---------- | --------------------------- | ------------- |
| FC SKA-Energiya Khabarovsk   | Khabarovsk        | Krai de Khabarovsk       | Oitavo Lugar                                                       | Estádio Lênin            | 15.200     | 0 (não possui)              | 11            |
| FC KAMAZ Naberejnye Chelny   | Naberejnye Chelny | Tartaristão              | Quinto Lugar                                                       | Estádio KAMAZ            | 10.000     | 1 (1992 Zona Central)       | 9             |
| FC Ural Sverdlovskaya Oblast | Ecaterimburgo     | Oblast de Sverdlovsk     | Oitavo Lugar                                                       | Estádio Central          | 30.000     | 0 (não possui)              | 8             |
| FC Baltika Kaliningrado      | Kaliningrado      | Oblast de Kaliningrado   | Nono Lugar                                                         | Estádio Baltika          | 14.000     | 1 (1995)                    | 13            |
| FC Salyut Belgorod           | Belgorod          | Oblast de Belgorod       | Sétimo Lugar                                                       | Estádio Salyut           | 12.000     | 0 (não possui)              | 5             |
| FC Shinnik Iaroslavl         | Iaroslavl         | Oblast de Iaroslavl      | Sexto Lugar                                                        | Estádio Shinnik          | 22.000     | 2 (2001, 2007)              | 7             |
| FC Luch-Energiya Vladivostok | Vladivostok       | Krai do Litoral          | Décimo Quarto                                                      | Estádio Dínamo           | 10.500     | 2 (1992 (Zona Leste), 2005) | 9             |
| FC Krasnodar                 | Krasnodar         | Krai de Krasnodar        | Décimo Lugar                                                       | Estádio Kuban            | 32.000     | 0 (não possui)              | 2             |
| FC Volgar Gazprom Astracã    | Astracã           | Oblast de Astracã        | Décimo Segundo Lugar                                               | Estádio Central          | 21.500     | 0 (não possui)              | 8             |
| FC Volga Níjni Novgorod      | Níjni Novgorod    | Oblast de Níjni Novgorod | Quarto Lugar                                                       | Estádio Lokomotiv        | 17.856     | 0 (não possui)              | 2             |
| FC Níjni Novgorod            | Níjni Novgorod    | Oblast de Níjni Novgorod | Décimo Terceiro Lugar                                              | Estádio do Norte         | 3.180      | 0 (não possui)              | 2             |
| FC Khimki                    | Khimki            | Oblast de Moscovo        | Rebaixado do Campeonato Russo de Futebol de 2009                   | Arena Khimki             | 18.000     | 1 (2006)                    | 6             |
| FC Kuban Krasnodar           | Krasnodar         | Krai de Krasnodar        | Rebaixado do Campeonato Russo de Futebol de 2009                   | Estádio Kuban            | 32.000     | 0 (não possui)              | 11            |
| FC Dínamo Briansk            | Briansk           | Oblast de Briansk        | Acesso pelo Campeonato Russo de Futebol de 2009 - Terceira Divisão | Estádio Dínamo           | 10.100     | 0 (não possui)              | 5             |
| FC Avangard Kursk            | Kursk             | Oblast de Kursk          | Acesso pelo Campeonato Russo de Futebol de 2009 - Terceira Divisão | Estádio Trudovye Rezervy | 11.329     | 0 (não possui)              | 4             |
| FC Mordovia Saransk          | Saransk           | Mordóvia                 | Acesso pelo Campeonato Russo de Futebol de 2009 - Terceira Divisão | Estádio Start            | 11.581     | 0 (não possui)              | 4             |
| FC Jemtchujina               | Sóchi             | Krai de Krasnodar        | Acesso pelo Campeonato Russo de Futebol de 2009 - Terceira Divisão | Estádio Central de Sóchi | 12.500     | 1 (1992 Zona Oeste)         | 3             |
| FC Irtysh Omsk               | Omsk              | Oblast de Omsk           | Acesso pelo Campeonato Russo de Futebol de 2009 - Terceira Divisão | Estádio Estrela Vermelha | 18.000     | 0 (não possui)              | 7             |
| FC Dínamo São Petersburgo    | Petrogrado        | São Petersburgo          | Acesso pelo Campeonato Russo de Futebol de 2009 - Terceira Divisão | Estádio Petrovsky        | 21.570     | 0 (não possui)              | 3             |
| FC Volgogrado                | Volgogrado        | Oblast de Volgogrado     | Acesso pelo Campeonato Russo de Futebol de 2009 - Terceira Divisão | Estádio Central          | 32.120     | 0 (não possui)              | 1             |

## Regulamento
O campeonato foi disputado no sistema de pontos corridos em turno e returno. Ao final, o campeão e o vice eram promovidos para o Campeonato Russo de Futebol de 2011-12 e cinco equipes eram rebaixadas diretamente para o Campeonato Russo de Futebol de 2011-12 - Terceira Divisão.

## Resultados do Campeonato
Kuban foi o campeão; junto com o vice e o quinto lugar, Volga Níjni Novgorod e Krasnodar, foi promovido para a primeira divisão russa.

Dínamo de São Petersburgo, Volgogrado, Salyut, Avangard e Irtysh foram rebaixados para a terceira divisão russa.

## Campeão
| Campeão Russo da Segunda Divisão de 2010 |
| ---------------------------------------- |
| FC Kuban Krasnodar 2° Título             |